# Депортації українців у часи СРСР
Депорта́ція украї́нців у Радя́нському Сою́зі — інструмент радянської національної політики сталінських часів. Депортація українців являла собою насильницьке переселення останніх у віддалені місцевості СРСР, де вони розміщалися у спецпоселеннях.

## Хронологія
У 1925—1928 роках провадила роботу так звана тристороння комісія УРСР, БРСР та РРФСР щодо перерозподілу кордонів, і як наслідок роботи тієї комісії та розподілу кордонів з українських земель Стародубщині, Білгородщини, Орловщини, Дону були депортовані на Зелений, Малиновий та Сірий Клин сотні тисяч українців.
1930 року СРСР розпочав зачистку західних кордонів — і знову депортації українців.

Так звана «куркульська» висилка 1930—36 років забрала знову десятки тисяч українців.
Із захопленням Радянським Союзом Західної України, Західної Білорусі та країн Балтії у 1939—1940 роках, депортації торкнулись і народів, що мешкали на цих землях.
Уже восени 1939 року перша хвиля депортації охопила польських осадників, які виселялися разом із сім'ями. Протягом грудня 1939 — березня 1940 роках із Західної України та Західної Білорусі було депортовано понад 137 тисяч осіб. Їх виселяли в північно-східні області РРФСР, Комі АРСР і Казахстану.
Друга хвиля депортації прокотилась у квітні 1940 року, коли було вивезено заможних селян — «куркулів» (до 6 тисяч сімей із Західної України та Західної Білорусі). Всього із Західної України в 1939—1940 роках було вислано до Сибіру, Поволжя, Казахстану та на Північ, за різними підрахунками, від 10 до 20 % населення. Чимало невинних людей, яких німецько-радянська війна застала в місцевих тюрмах, було знищено.

28 листопада 1947 міністр внутрішніх справ СРСР С. Круглов направив заступнику голови Ради міністрів СРСР Л. Берії повідомлення про переселення з західних областей України 26460 сімей (76268 осіб) «активних націоналістів і бандитів». 21197 сімей (61066 осіб) на роботу у вугільній промисловості східних районів СРСР, інші 5264 сім'ї (15202 особи) в Омську область.